# Gary Prado Salmón
Gary Augusto Prado Salmón (Roma, 15 novembre 1938 – Santa Cruz de la Sierra, 6 maggio 2023) è stato un generale, politico e diplomatico boliviano.

## Biografia
Nato a Roma il 15 novembre 1938 da Julio Prado Montaño e Adela Salmón Tapia, seguì i genitori in Bolivia all'inizio della seconda guerra mondiale. Completò i suoi studi primari a Cochabamba e Vallegrande e quelli superiori a La Paz e Londra. Intraprese quindi la carriera militare.
Il 9 ottobre 1967, insieme allo squadrone di cui era capitano, catturò Che Guevara vicino a La Higuera. Non fu presente all'esecuzione del guerrigliero il giorno successivo.
Dal 24 novembre 1978 al 19 novembre 1979, Prado fu ministro della pianificazione e del coordinamento sotto la presidenza di David Padilla. Dal 1990 al 1993 fu Ambasciatore della Bolivia nel Regno Unito e dal 2000 al 2002 Ambasciatore in Messico. 
Nel 2012 fu accusato dal governo del presidente Evo Morales di aver organizzato una guerra civile.
Gary Prado Salmón è morto a Santa Cruz de la Sierra il 6 maggio 2023, all'età di 84 anni.